# Complexe de Vietoris–Rips

Complexe de Vietoris–Rips d'un ensemble de 23 points dans le plan euclidien.

En topologie algébrique et en analyse topologique des données (en), le complexe de Vietoris–Rips (aussi appelé complexe de Rips) est un complexe simplicial abstrait construit à partir d'un ensemble de points dans un espace métrique. Il est nommé d'après les mathématiciens Leopold Vietoris et Eliyahu Rips.
Étant donnés un ensemble fini {\displaystyle X} de points et {\displaystyle \varepsilon >0}, le complexe de Vietoris–Rips {\displaystyle {\text{VR}}_{\varepsilon }(X)} est défini comme l'ensemble des simplexes {\displaystyle \sigma \subset X} dont le diamètre est au plus {\displaystyle 2\varepsilon }, c'est-à-dire tels que la distance entre deux points de {\displaystyle \sigma } est toujours inférieure à {\displaystyle 2\varepsilon } : 
{\displaystyle {\text{VR}}_{\varepsilon }(X)=\left\{\sigma \subset X|\mathrm {diam} (\sigma )\leq 2\varepsilon \right\}.}
Le complexe de Vietoris–Rips contient le complexe de Čech.